# Saarmesse

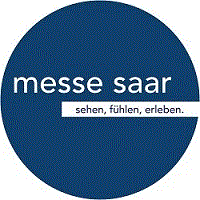
Logo der Saarmesse GmbH

Die Saarmesse GmbH war ein regionaler Messeveranstalter in Saarbrücken. Zugleich firmierte unter der Bezeichnung Saarmesse bis 2016 auch die größte jährliche Veranstaltung der Saarmesse GmbH.

## Geschichte

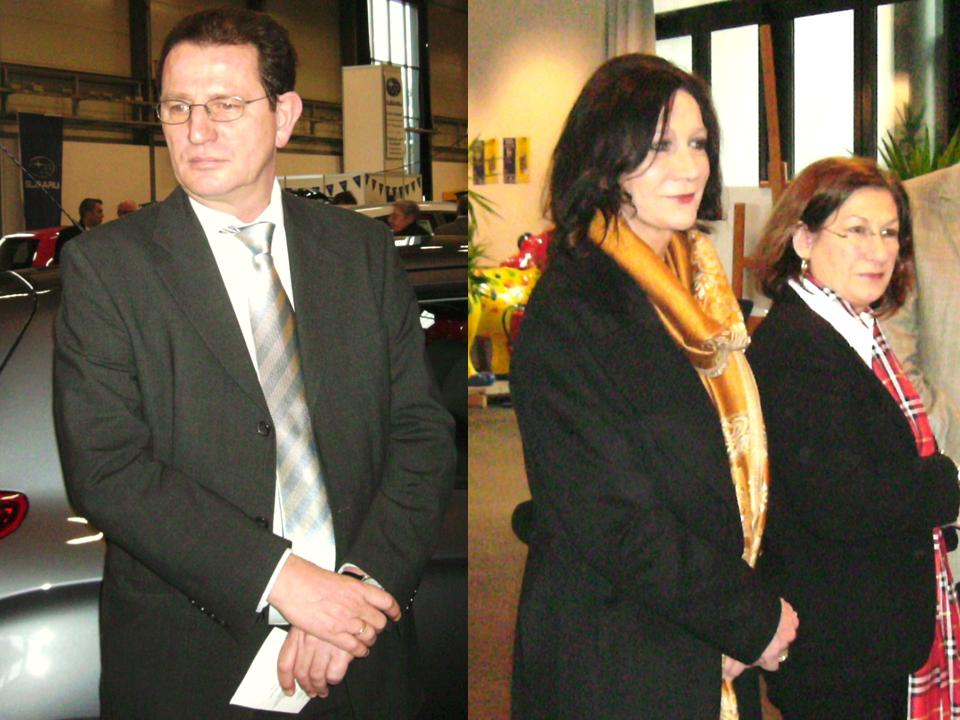
Ehem. Saarmesse-Geschäftsführer Geschwister Grandmontagne

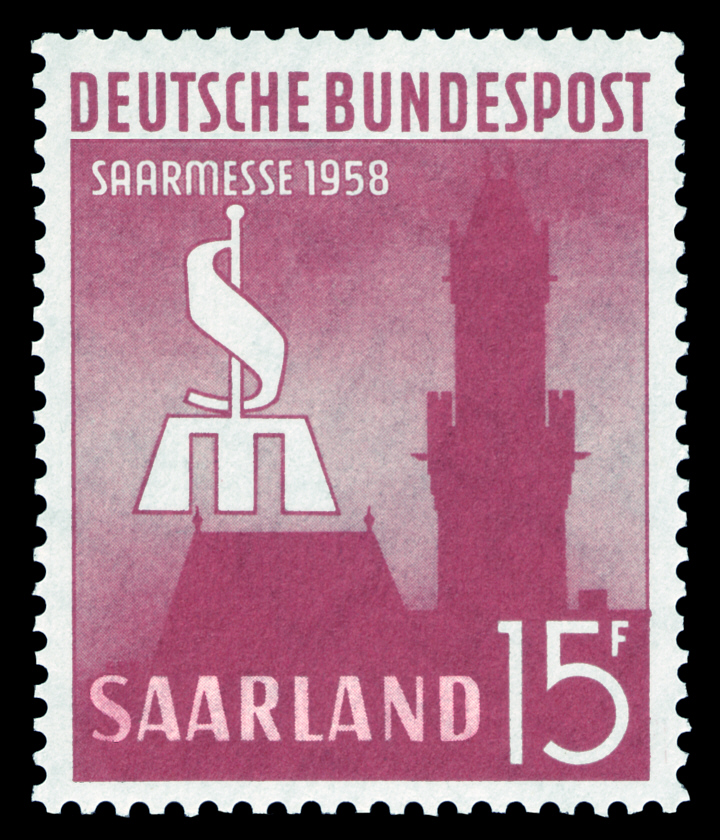
Sonderbriefmarke zur Saarmesse 1958

### 1949 bis 1959
Im Jahr 1949 gründeten die aus Diefflen stammenden Brüder Fritz (1912–1968), Daniel (1914–1994), Willi (1919–2003) und Heinz (1922–1999) Grandmontagne mit Unterstützung des Saarbrücker Bürgermeisters Peter Zimmer den „Saarländischen Gestaltungskreis“ (SGK) mit dem Ziel der Veranstaltung von Messen in Saarbrücken. Das Unternehmen schloss zunächst einen Vertrag für fünf Jahre mit der Stadt, die 26.000 m² Fläche am Schanzenberg bereitstellte. Vom 29. April bis 14. Mai 1950 fand die erste Saarmesse mit 330 Ausstellern auf dem Gelände statt. Ab 1952 fanden sich auch vermehrt französische Aussteller auf der Saarmesse, da viele Einfuhrbestimmungen für die Messe gelockert wurden. Im Oktober 1955 schloss die SGK einen weiteren Vertrag über 25 Jahre mit der Stadt, der unter anderem den weiteren Ausbau der Messehallen regelte. Im Jahr 1956 erreichte die Messe mit 360.000 Besuchern ihren bisher besten Wert. Durch die Angliederung an Deutschland 1957 verlor die Messe einen Großteil der französischen Aussteller, konnte mit 1.900 Ausstellern aber insgesamt trotzdem weiter zulegen.

### 1959 bis 2012
Im Jahr 1959 wurde der „Saarländische Gestaltungskreis“ in „Saarmesse GmbH“ umfirmiert. In diesem Jahr entstanden weitere Fachmessen, die lange noch auf dem Messegelände in Saarbrücken stattfanden. Die Saarmesse gewann national und international immer mehr an Bedeutung, was sich unter anderem daran zeigte, dass der damalige Außenminister Hans-Dietrich Genscher 1973 die Schirmherrschaft der Messe übernahm. Die Stadt Saarbrücken war ideeller Träger der Veranstaltung, während die „Saarmesse GmbH“ der wirtschaftliche Träger war. Das Unternehmen blieb im Alleinbesitz der Familie Grandmontagne und ging auf die Kinder der Gründerfamilie Mechthild, Eva und Eric Grandmontagne über.

### Ab 2012
Zum 1. August 2012 gingen die Geschäftsanteile an der Saarmesse GmbH von der Familie Grandmontagne an die Stadt Saarbrücken über. Die Geschäftsführung der Saarmesse GmbH übernahm im Rahmen eines Kooperationsvertrags die Messe Berlin GmbH, vertreten durch Ulrich Nierhoff (Prokurist und Generalbevollmächtigter der Messe Berlin) und Willy Kausch (Geschäftsführer der Berliner K.I.T. Group GmbH, einer Tochter der Berliner Messe) als Geschäftsführer. Im Dezember 2013 endete die Zusammenarbeit mit der Messe Berlin GmbH. Von Januar 2014 bis Mai 2016 war Marion Linder alleinige, kommissarische Geschäftsführerin der Saarmesse GmbH. Ab Mai 2016 ist sie als kaufmännische Geschäftsführerin der Gesellschaft eingesetzt worden. Ralf Kirch, Geschäftsführer der Congress-Centrum Saar GmbH (Congress- und Saarlandhalle), wurde im Mai 2016 zum operativen Geschäftsführer der Saarmesse GmbH berufen. Nach der Stilllegung des MesseZentrums am Schanzenberg (Ende März 2017) fand mit der Haus & Garten Saar im April 2017 die erste Messe im Saarbrücker E-Werk statt.
Im Dezember 2020 beschloss der Stadtrat Saarbrücken angesichts der durch die COVID-19-Pandemie angespannten finanziellen Situation der Gesellschaft eine Auflösung der Saarmesse zum 31. Dezember 2020. Das operative Geschäft wurde an die Congress-Centrum Saar übertragen.